# Kristjan Sokoli
Kristjan Sokoli (Scutari, 24 settembre 1991) è un giocatore di football americano albanese che gioca nel ruolo di centro, attualmente free agent.

## Carriera
Al college Sokoli giocò a football all'Università di Buffalo. Fu scelto nel corso del sesto giro (214º assoluto) del Draft NFL 2015 dai Seattle Seahawks. Con essi debuttò nella settimana 16 della sua stagione da rookie giocando negli special team, diventando il primo giocatore albanese a giocare nella NFL. IL 30 agosto 2016 fu svincolato. In seguito fece parte dei roster di Indianapolis Colts, New Orleans Saints e New York Giants ma non scese più in campo in gare ufficiali nella NFL. Nell'ottobre 2019 fu scelto dai DC Defenders nel Draft XFL 2020 ma fu svincolato prima dell'inizio della stagione. Nel 2021 giocò con i Potsdam Royals della German Football League. Il 10 marzo 2022 Sokoli fu scelto dagli Houston Gamblers nel draft della United States Football League.